# NGC 4883
NGC 4883 је спирална галаксија у сазвежђу Береникина коса која се налази на NGC листи објеката дубоког неба.
Деклинација објекта је + 28° 2' 3" а ректасцензија 12h 59m 56,2s. Привидна величина (магнитуда) објекта NGC 4883 износи 14,4 а фотографска магнитуда 15,4. NGC 4883 је још познат и под ознакама CGCG 160-237, DRCG 27-175, PGC 44682.